# SC-418
A SC-418 é uma rodovia de ligação brasileira, no norte do estado de Santa Catarina. A rodovia mudou sua nomenclatura no ano de 2014, sendo que, anteriormente, tinha a nomenclatura de SC-301. Uma parte de seu percurso é conhecido como Estrada da Serra, sendo considerada turística, devido a paisagens naturais consideradas belas, às quais atravessa. Em um de seus acessos, há um trecho onde automóveis precisam transpor uma estrada de pedras submersa no leito de um pequeno riacho.
É uma rodovia de ligação pavimentada e de pista simples, ligando a BR-101, no distrito de Pirabeiraba, em Joinville, e terminando no distrito de Fragosos, em Campo Alegre, na divisa dos estados de Santa Catarina e Paraná. Antes da concessão de parte da rodovia aos municípios de Araquari e Joinville, a rodovia iniciava na BR-280, atravessando os dois municípios citados. 

## História
A partir de 1854, a direção da Colônia Dona Francisca passou a demandar a expansão de intercâmbio com o interior, pois estava quase que isolada em seu território às margens do rio Cachoeira. O Planalto, igualmente, necessitava uma ligação para o mar e algum porto, a fim de possibilitar o comércio de seus produtos, principalmente a erva-mate, cuja produtividade estava em franco progresso.
Separava o litoral do Hinterland uma serra – a Serra do Mar, que, com um espinhaço de mais de oitocentos metros de altitude, constituía um enorme obstáculo naquela época. As picadas primitivas dentro da floresta virgem serviam mais aos indígenas, sendo relativamente perigoso a travessia.
À margem do rio Negro, um dos grandes tributários do rio Iguaçu, na província do Paraná, havia sido formada uma vila do mesmo nome – Rio Negro –, de colonização europeia. Com o progresso, era necessária uma ligação entre essa e a Colônia Dona Francisca, bem como a outros vilarejos, como a progressista Lapa, que servia de passagem para os tropeiros, ou mesmo a próspera Curitiba.
Assim, o governo imperial, atendendo a diversos apelos da diretoria da Colônia Dona Francisca e levando em conta a importância de uma ligação do Planalto ao litoral norte da província de Santa Catarina ao seu progresso, autorizou a construção de uma estrada denominada "Estrada Dona Francisca".

### Construção
A construção dessa rodovia não foi tarefa fácil. Engenheiros da companhia colonizadora alemã fizeram os levantamentos preliminares. Durante a construção, surgiram muitos problemas e dificuldades, como mão-de-obra, materiais e dinheiro para pagamento de operários, além de obstáculos da natureza, como rochas, chuvas torrenciais, mosquitos transmissores da febre amarela, ataques dos selvícolas, ataques de cobras e de outros animais. Ninguém estava totalmente seguro contra qualquer tipo de acidente e não havia indenização.
Em 1873, uma parte da estrada já estava pronta, até o alto da serra, no chamado quilômetro trinta e três. Um grupo de colonos subiu as montanhas pela nova estrada, para ser estabelecida uma nova colônia no planalto. A iniciativa mais importante nessa fase foi a colônia que se estabeleceu às margens do rio São Bento (atual São Bento do Sul). Um pouco antes, já havia sido feita uma tentativa de se estabelecer um núcleo em São Miguel, futura Campo Alegre, mas que não foi bem-sucedido pela qualidade das terras, que era muito ruim.
Todas as explorações preliminares, entre 1850 e 1860, foram lideradas pelo engenheiro Carl August Wunderwaldt e seus companheiros, homens mateiros como Christian Gilgen, Werner Rieckes, Gottlieb Schimming, J.F. Roehring e Heusy. Com sua base operacional na sede da Colônia Dona Francisca, abriram o caminho demarcado pela linha da Estrada, pela serra e planalto.
Com a implantação e consolidação da estrada-de-ferro entre o planalto e o litoral, o que se daria em 1913, a estrada Dona Francisca caiu em decadência, voltando ter importância econômica somente na década de 1950, com o impulso do transporte rodoviário feito então por caminhões.
Entre 1976 e 1977, a estrada Dona Francisca sofreu uma retificação e foi asfaltada, passando a ser classificada pela sigla SC-301, que permaneceu como nome até os ajustes de nomenclatura de 2013. O trecho da subida da serra, no vale do rio Seco, no entanto, conserva seu traçado original. Recentemente, no ano de 2001, a estrada Dona Francisca sofreu mais uma grande reforma no trecho da Serra do Mar, conservando no entanto seu traçado. É dotada de iluminação e alguns pontos são pavimentados com concreto, além de ter recebido nova e moderna sinalização.

## Trechos
- Rodovia Imperial Estrada Serra Princesa Dona Francisca, em seu km 0 iniciando na BR-101 até o km 44,249 no município de Campo Alegre na entrada da SC-110
- Rodovia Deputado Genésio Tureck, do km 44,249 em Campo Alegre até o km 59,698 no município de São Bento do Sul
- Rodovia dos Móveis, do km 59,698 em São Bento do Sul até o km 67,986 no distrito de Fragosos, ligando-se com a PR-420 no estado do Paraná.

No seu primeiro trecho encontra-se a Serra Dona Francisca, que atravessa a Serra do Mar, com um mirante em local estratégico que permite uma visão ampla da natureza local.